# Éclaireuses et éclaireurs israélites de France
Pour les articles homonymes, voir EIF (homonymie).
Les éclaireuses et éclaireurs israélites de France (« EEIF »), appelés éclaireurs israélites de France de 1923 à 1969, sont une association scoute française d'éducation juive, reconnue d'utilité publique. La devise du mouvement est : « pour le Bien, toujours prêts ! », son slogan : « Bâtisseurs d'identités depuis 1923, une aventure à vivre et à transmettre... ».
Les Eclaireuses et Eclaireurs Israélites de France (EEIF) font vivre à des jeunes de 7 à 25 ans une expérience éducative fondée sur la méthode scoute afin qu’ils puissent construire leur identité, développer dans leur vie un engagement de scout et de citoyen, transmettre à leur tour et ainsi vivre une expérience enrichissante et inoubliable. 
Les EEIF sont membres fondateurs de la Fédération du scoutisme français, membres de l'Organisation mondiale du mouvement scout (OMMS), de l'Association mondiale des guides et éclaireuses (AMGE), du Forum International des Scouts Juifs (IFJS) du Fonds social juif unifié (FSJU) et adhérents au Conseil représentatif des institutions juives de France (CRIF).
En 2009, l'association compte plus de 3 500 membres, dont 800 animateurs bénévoles âgés de 17 à 25 ans. Le mouvement compte 55 groupes locaux sur l’ensemble du territoire national, qui organisent 60 camps d'hiver et d'été chaque année en France et à l'étranger.

## Histoire
Les éclaireurs israélites de France (EIF) ont été fondés en 1922-1923 par Robert Gamzon, comme mouvement s'affirmant « scout, juif et français ». Edmond Fleg, puis Léo Cohn apportèrent chacun une contribution décisive à ce qui allait devenir le premier mouvement de jeunesse juive en France. Répondant aux aspirations de la jeunesse juive, ils connaissent une rapide extension dans l’Est de la France, puis dans le Sud et en Afrique du Nord (Algérie française ou pays sous protectorat français à l'époque), accueillant filles et garçons de toutes origines et de tous milieux.
Quand la Seconde Guerre mondiale éclate, les chefs d'Alsace et de Lorraine ont été rapatriés en 1939 vers la zone libre où ils ont participé à la création et au maintien de nombreux centres d'accueils pour enfants juifs comme dans le Rouergue, ceux qui furent animés par Raymond Winther, Marcel et Roger Gradwohl à Villefranche-de-Rouergue, Moissac, Saint-Affrique, Beaulieu-sur-Dordogne où les activités de scoutisme continuaient semi-clandestinement. Ainsi, grâce aussi « à l'aide bienveillante du préfet », pendant les hivers 1943 et 1944, les éclaireurs israélites qui avaient pris l'apparence d'éclaireurs unionistes protestants, purent organiser leur camp à Florac avec leur rabbin. Les problèmes que posaient le ravitaillement et la clandestinité rendue nécessaire par les exigences allemandes furent facilités par la solidarité des mouvements scouts catholiques et protestants locaux. Eux-mêmes participèrent au sauvetage des enfants par d'autres mouvements comme l'OSE et s'impliquèrent dans les passages clandestins vers l'Espagne et la Suisse. Une éclaireuse Marianne Cohn, se montre particulièrement héroïque en faisant passer des enfants vers la Suisse.
Cet engagement a servi, sert et servira encore d’exemple à tous les membres des EEIF, « Bâtisseurs d’identités depuis 1923 ».

### Les premières années
- 4 février 1923 : première sortie du « groupe scout », recruté dans un patronage ;
- 27 mai 1923 : les sept premiers éclaireurs israélites de France, formés par Robert Gamzon (Castor soucieux) alors âgé de 17 ans, font leur Promesse dans la synagogue de Versailles ;
- 21 février 1924 : naissance de la troupe "« 1re Paris-David » ;
- 1930 - 1940 : aide à l'insertion des immigrants juifs d'Allemagne et d'Europe de l'Est en leur apprenant un métier dans des ateliers professionnels (reliure, menuiserie, cuir, …) ;
- 1932 : 3e conseil national à Moosch (Haut-Rhin) — Définition du « minimum commun » d'éducation juive qui inspire encore aujourd'hui l'action et les pratiques religieuses des EEIF ;
- 1933 : ouverture du centre de formation de La Chapelle-en-Serval (Oise) et des promotions de cadres inter-branches « Montserval » ;
- 1937 : pour la première fois, une délégation EIF participe à un Jamboree mondial, celui de Vogelenzang ou plus communément appelé Jamboree de Bloemendaal (Pays-Bas) ;
- 30 mars 1939 : admission officielle des EIF au sein du Bureau inter-fédéral du scoutisme (BIF). Cette adhésion avait été refusée par deux fois auparavant : en 1928 et 1937, à la différence des éclaireuses israélites accueillies dès 1928 au sein de la Fédération française des éclaireuses (FFE). La FFE formait avec les GDF le Comité de liaison avec l’AMGE.

### Pendant la guerre
- 5 décembre 1939 : ouverture de la Maison des enfants de Moissac (Tarn-et-Garonne) par Shatta et Bouli Simon ;
- août 1940 : malgré l'occupation du pays par les nazis, les EIF se rassemblent à Viarose et proclament le maintien des activités du mouvement. En zone nord occupée par les Allemands, sous la direction de Fernand Musnik (qui sera arrêté à son poste et déporté en 1943), la province de la Seine est active malgré les interdictions de la Gestapo et les déportations ;
- 24 au 26 septembre 1940 : au château de l'Oradou à Clermont-Ferrand, un camp regroupe les responsables nationaux des Éclaireurs de France, des Éclaireurs israélites de France, des Éclaireurs unionistes de France, des Scouts de France, de la Fédération française des éclaireuses et des guides de France. De cette réunion est née une charte (appelée Charte de l'Oradou) à la base du « Scoutisme Français » ;
- 24 décembre 1940 : le dépôt des statuts de la fédération « Le Scoutisme Français » est effectué à la sous-préfecture de Lapalisse (Allier) ;
- 29 novembre 1941 : par une loi du gouvernement de Vichy, le mouvement des Éclaireurs israélites de France est dissous comme toutes les organisations juives non cultuelles. Le président du « Scoutisme Français », le général Joseph Lafont, obtient des autorités vichyssoises que les EIF, bien que ne faisant plus officiellement partie du Scoutisme Français, puissent continuer leurs activités scoutes sous le contrôle du « Scoutisme Français ». Bravant la dissolution, dix chantiers ruraux EIF réunissent 300 « défricheurs » ;
- 25 août 1942 : organisation de la « Sixième ». Bien que les EIF soient désormais interdits, Robert Gamzon obtient leur intégration au sein de la 6e Section de la 4e Direction « Jeunesse » de l'UGIF. La disparition officielle des EIF ne signifie pas qu'ils cessent d'œuvrer[3] ;
- 26 août 1942 : les premières bases du mouvement clandestin sont posées à Moissac[3] ; organisation clandestine de sécurité, d'auto-défense, de planquage et de fabrication de faux papiers, elle sauve des jeunes juifs par milliers.
- 5 janvier 1943 : par un simple courrier adressé au directeur de l'UGIF, Darquier de Pellepoix, commissaire général aux questions juives, « ordonne d'assurer une dissolution effective et immédiate des EIF et d'interdire leur regroupement sous une forme quelconque » (souligné dans le document original). Cette dissolution ne fait qu’accélérer le passage de ce mouvement à la clandestinité[4]. Samy Klein, aumônier de la jeunesse, est fusillé parmi d'autres. 110 chefs et commissaires ne reviendront pas de déportation ou tomberont dans les combats de la Libération[5] ;
- mars 1944 : le 7e conseil national de Die interrompt ses travaux pour fuir dans la montagne, pourchassé par les Allemands ;
- Le 6 juin 1944, une centaine d'EIF, jusqu'alors regroupés dans la Montagne Noire rejoignent le maquis de Vabre[6] dans les Monts de Lacaune (Tarn). Castor prend le commandement de la 2e compagnie du maquis, aussi dénommée compagnie Marc Haguenau[7] (secrétaire général du mouvement, tué par les Allemands[8],[9]). Gilbert Bloch et huit autres de ses camarades sont tués lors de l'attaque du maquis le 8 août 1944. La compagnie participe à la libération de Mazamet et de Castres, est intégrée à la 1re armée et prend part, jusqu'au lac de Constance, aux combats de la Libération.

### Après la Guerre
- 1946 : création de l'école Gilbert Bloch d'Orsay pour former les futurs cadres d'une communauté décimée. Cette école fut dirigée par Robert Gamzon, puis par Jacob Gordin, enfin par Léon Ashkénazi (Manitou) ;
- Création du Service Social des Jeunes (SSJ) pour l'aide à la recherche d'emplois ;
- 1948 : montée en Israël de cadres du mouvement qui partent pour aider à la construction de l'état et d'un kibboutz EIF ;
- 1950-1960 : Participation à l'accueil des jeunes et aide à l'intégration des Juifs d'Afrique du Nord. - Actions en faveur du Tiers-monde (voyages humanitaires, collectes d'argent, envois de vêtements et de médicaments au Sénégal, Cameroun …) ;
- 1951 : création de l'Association des Maisons d'Enfants (AME) à Saint-Maximin (Oise), dirigée par Shatta et Bouli Simon ;
- 1969 : les Éclaireurs israélites de France deviennent les Éclaireuses & éclaireurs israélites de France ;
- 1960-1970 : actions en faveur de handicapés (intégration d'un groupe d'aveugles au sein des EEIF). Actions sociales, culturelles et éducatives en Israël et travail dans des villes de développement ;
- 1980-1990 : actions pour les communautés juives en péril (URSS, Syrie, Éthiopie et Yougoslavie) ;
- 1982 : lancement de l'opération  'Hag Sameah le Pessa'h (confection et distribution de colis de nourriture pour aider les familles juives en difficulté à passer dignement la Pâque juive). Création du groupe Arc-en-ciel (Keshet) pour l'intégration de handicapés physiques et mentaux aux EEIF ;
- 2000 : partenariat avec l'association “Little Dream” pour l'accueil d'enfants de familles nécessiteuses pendant les activités et les camps ;
- 2002 : mise en place de visites régulières aux personnes âgées au moment des fêtes juives (Chabbat, Sédèr de Pessa'h et de Roch Hachana, 'Hanouka,...) ;
- 2003 : pour les 80 ans du mouvement EEIF sont organisés : un colloque sur l'engagement, un gala avec Élie Semoun et le Grand Klezmer, ainsi qu'un grand rassemblement national à Périgueux qui a réuni plus de 4 000 EEIF de toutes les générations ;

- 2006 : création du forum international des scouts juifs (IFJS)[10] le 2 novembre 2006 à Jérusalem, en présence de représentants d'associations ou comités de scout ;s juifs israéliens, américains, britanniques et français ;
- 2013: 90e anniversaire des EEIF[11] ;
- 2018 : 27e Conseil National au nom de « Des racines et des ailes » à Jérusalem en Israël. Plus de 450 animateurs et cadres se sont divisés en 24 commissions qui ont travaillé pour présenter des motions. Le mouvement s'est penché sur cinq principaux sujets : pratiquer le scoutisme, vivre le judaïsme, agir avec Israël et le monde, développer la mixité sociale, innovation et développement au service du mouvement. 21 motions sur les 24 proposées ont été votées ;
- 2020: les camps d'étés sont maintenus malgré l'épidémie du Covid-19[12], 13 camps chez les bâtisseurs, 16 chez les éclaireurs et 11 chez les pifs qui pour la première fois depuis plus de 20 ans ont dû voyager en France[13]. La vision de ces camps "pifs" qui sont normalement censé être humanitaire ne l'était pas en cette année spéciale pour le mouvement ;
- 2023 : les Éclaireuses éclaireurs israélites de France ont fêté leur 100e anniversaire à Cussac-Fort-Médoc. Plus de 2000 anciens se sont retrouvés les vendredi 28 et samedi 29 juillet. Et environ 8000 personnes se sont retrouvées le dimanche 30 juillet, pour fêter ensemble[14].
- 2024 : nouveau commissaire général : Jeremy Houri (Massaî).

## Localisations dans le monde
Le mouvement compte 42 Groupes Locaux (GL) dans le monde, dont celui en Israel, à Montréal (Canada), à Londres (Royaume-Uni), au Luxembourg. Les 38 autres se trouvent en France métropolitaine,.
Un Groupe Local a aussi fait son apparition à New-York avec une première activité le 13 décembre 2013. Cependant il ne figure pas officiellement sur le site des EEIF.

## Projet éducatif
Les EEIF forment un mouvement d’éducation juive par le scoutisme, ouvert à tous les jeunes Juifs, sans distinction.
L'objectif du mouvement est de contribuer au développement personnel de ses membres, de privilégier le questionnement sur l'identité et de faire prendre conscience des nombreuses facettes du judaïsme, de sa richesse et de son message. Dans une démarche scoute, pédagogique et ludique, l'enfant s'inscrit dans un projet où il reçoit et transmet à son tour. Toujours prêts à jouer un rôle constructif dans la société, les EEIF œuvrent pour la tolérance et le respect de chacun.
Le judaïsme ne se limite pas à une pratique cultuelle ; le projet éducatif des EEIF prend en compte les trois dimensions traditionnelles du judaïsme dans ses programmes et pratiques :
- Am Israël : un peuple et son histoire ;
- Torat Israël : un enseignement révélé ;
- Eretz Israël : une terre.

Le scoutisme est le projet éducatif qui permet de dépasser la proposition d’éducation juive en l’ouvrant aux autres et au monde. Les EEIF ont fait le choix d'une éducation juive ouverte, respectueuse du choix individuel de chacun de ses membres. Cela permet à des jeunes issus d'horizons religieux différents ou non pratiquants de trouver leur place dans le mouvement pour y découvrir la pluralité et l’unité du judaïsme.
Dans un monde juif profondément divisé, les familles font confiance aux EEIF pour faire vivre à leurs enfants l’unité du message sinaïtique des Dix Paroles.[non neutre] Une fois adulte, chacun fait ses choix de vie.
Les EEIF sont indépendants des institutions religieuses et communautaires. Le recrutement et les implantations se font principalement dans les communautés juives.

## Le «minimum commun»
Depuis le conseil national de 1932, un « minimum commun » de pratiques juives est mis en œuvre dans les unités : office du matin, respect des prescriptions alimentaires (cacherout), respect du Chabbat et des fêtes.
Une liste d'aliments cacher est spécialement constituée pour le mouvement par le Rav Wolff afin de pouvoir respecter la cacherout même si les terrains de camp sont parfois assez éloignés des communautés où l'on peut acheter assez facilement des produits kasher.
Ce « minimum commun » permet à des jeunes Juifs de familles pratiquantes ou non de vivre ensemble. C’est cette mixité sociale qui fait le succès du projet éducatif EEIF depuis sa création. Ce « minimum commun » de pratiques est mis en œuvre par tous les animateurs d’unités, qu’ils soient ou non pratiquants. Les choix de la communauté scoute priment sur les choix individuels.
Par ailleurs, les EEIF éditent leur propre livre de prières.

## Tranches d'âge
Les Éclaireuses et éclaireurs israélites de France sont répartis en trois branches mixtes :
- La Branche Cadette (8 - 11) les "Bats" ;
- La Branche Moyenne (11 - 16 ans) les "Éclairs" ;
- La Branche Perspective (16 - 17 ans) les "Pifs".

## Personnalités
- Rabbin Léon Ashkenazi
- Robert Gamzon, fondateur du mouvement
- Edmond Fleg, président d'honneur du mouvement
- Léo Cohn